# Fiat Seicento
| Sterne im Euro-NCAP-Crashtest (2000) |

Der Fiat Seicento (Seicento ital. für 600) ist ein Kleinstwagen von Fiat, der zwischen Anfang 1998 und Ende 2009 hergestellt wurde. Er ist das Nachfolgemodell des Fiat Cinquecento.
Der Name erinnert an den Fiat 600 aus den 1950er-Jahren. Zum 50. Jahrestag des historischen Fiat 600 wurde der Seicento in Fiat 600 umbenannt und unter dieser Bezeichnung von Frühjahr 2005 bis Ende 2009 verkauft. Seit 2023 wird ein neues, viel größeres Modell, als Fiat 600 (2023) mit selbigem Namen angeboten.
In Deutschland wurde der Vertrieb zum Jahresende 2007 eingestellt.

## Geschichte

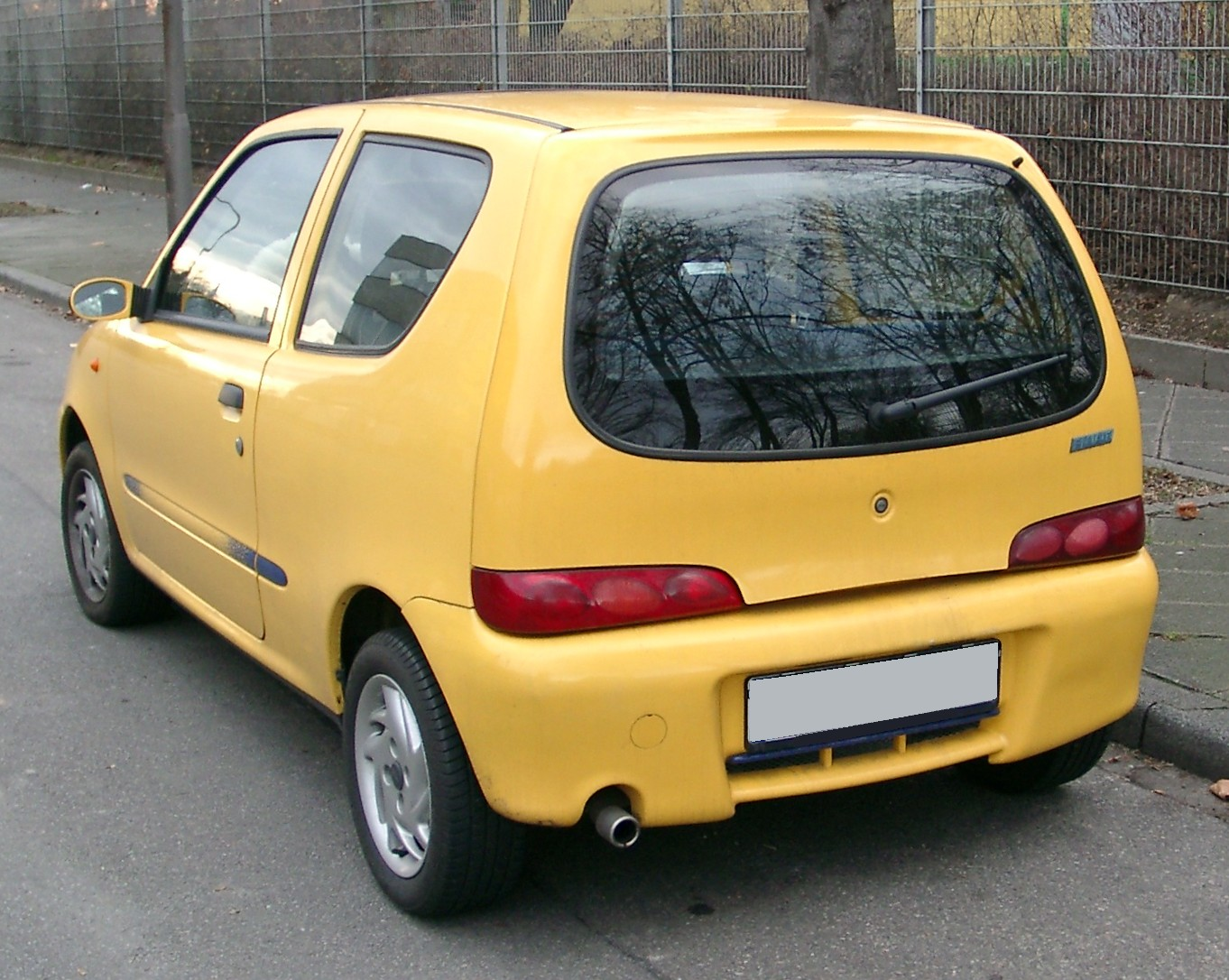
Heckansicht (1998–2000)

Im März 1998 gab der Seicento sein Debüt in der Kleinstwagenklasse.
Technisch basiert er auf dem Cinquecento und ist diesem bis auf die Karosserie nahezu gleich. Er ist 3,34 Meter lang, hat Frontantrieb und einen quer eingebauten Motor. Die Vorderräder sind einzeln an MacPherson-Federbeinen und Querlenkern aufgehängt, die hinteren an parallelen Schwingen. Der Seicento hat eine etwas modernere, abgerundet-windschnittige Form entsprechend der Entwicklung des Zeitgeschmacks. Für den Seicento standen drei Motoren zur Wahl: 899 cm³ mit 29 kW (40 PS), 1108 cm³ mit 40 kW (55 PS) und ein Elektromotor mit einer Nennleistung von 15 kW (20 PS).
Der Kofferraum fasst 170 l nach VDA-Norm.

### Modellpflege
Mitte Oktober 2000 straffte Fiat auf dem deutschen Markt die Modellpalette und überarbeitete den Motor. Der 1108 cm³-Motor wurde fortan mit einer Mehrpunkteinspritzung – pro Zylinder eine elektronisch gesteuerte Einspritzdüse – ausgestattet, was die Einstufung in eine günstigere Schadstoffklasse ermöglichte.
Weiter wurde eine erweiterte Serienausstattung inklusive Antiblockiersystem sowie Design-Modifikationen angeboten, die seine jugendlich-attraktive Linie betonen sollen.
Von außen unterschied sich der Seicento des Modelljahres 2001 durch markantere Stoßfänger mit Lamellenluftgitter und optionalen, integrierten Nebelscheinwerfern, Blinkleuchten mit weißer Abdeckung, neuen Radabdeckungen, Seitenschutzleisten sowie Breitreifen der Dimension 165/55 R13 und dem neuen Fiat-Logo von den bis dahin angebotenen Fahrzeugen.

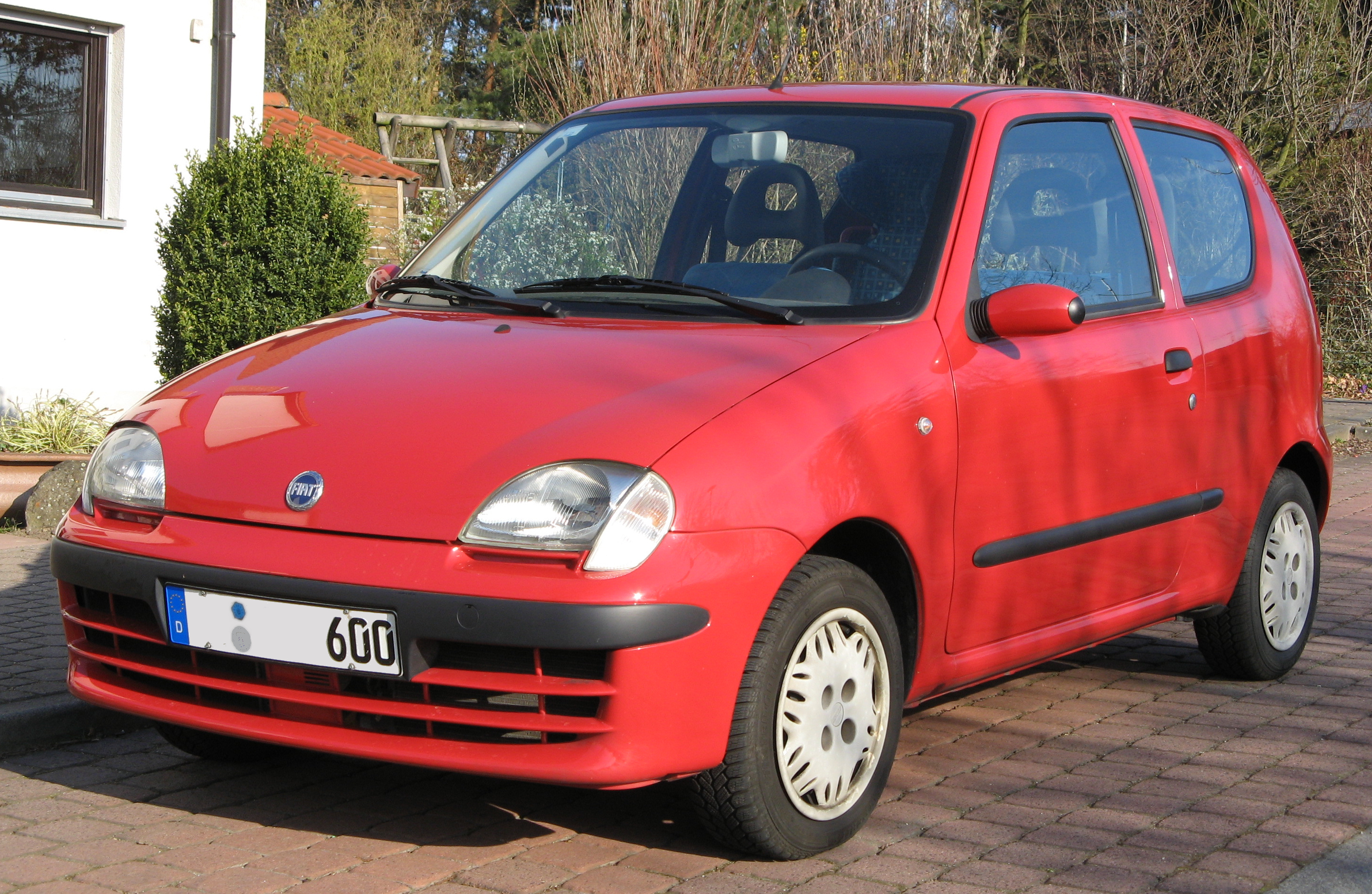
Fiat Seicento SX (2000–2005)
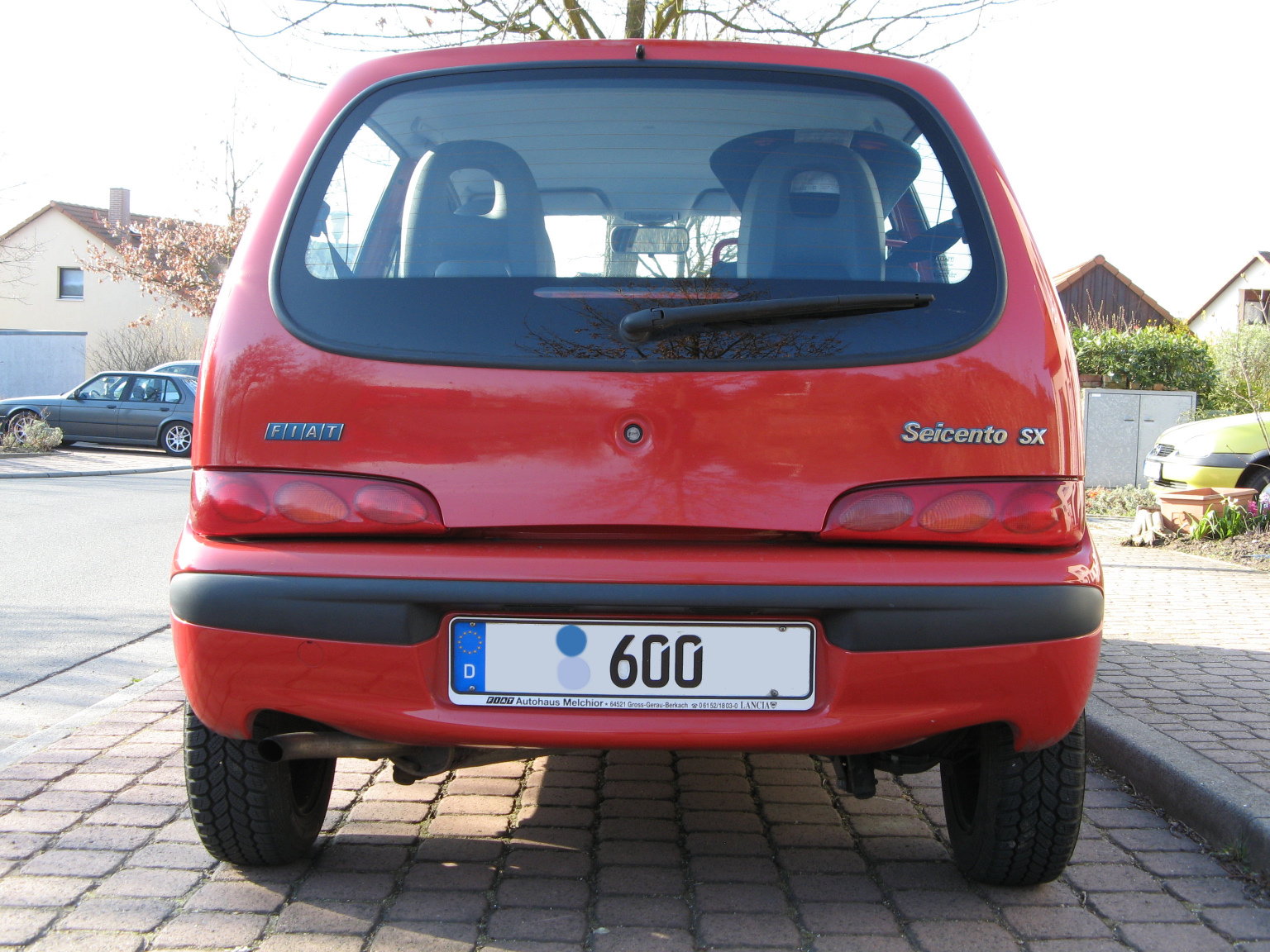
Heckansicht

## Modelle

### Seicento S/Young
Der Seicento S/Young wurde mit dem kleinen Motor 1170 A1.046 (899 cm³) angeboten, wobei die technischen Daten dem Citymatic entsprechen. 1999 gehörten zu dieser einfachen Ausstattungsvariante Airbags, Gurtstraffer und Servolenkung, jedoch keine lackierten Stoßfänger und Spiegel. Die Innenausstattung war einfacher gehalten: es gab zum Beispiel keine elektrischen Fensterheber. Die Variante mit dem kleinen Motor wurde seit der Überarbeitung im Herbst 2000 nicht mehr hergestellt.

### Seicento Sound/Sole
Der Fiat Seicento „Sound“ (1,1-Liter-Vierzylindermotor mit 40 kW/55 PS) enthielt als Ausstattung neben dem kräftigeren Motor unter anderem elektrische Fensterheber, Sportsitze, RDS-Radio mit CD-Player und Soundsystem mit vier Lautsprechern, in Wagenfarbe lackierte Stoßfänger, sportive Frontschürze inklusive Nebelscheinwerfer sowie wärmedämmende Verglasung und Wegfahrsperre.
Äußeres Kennzeichen des auf dem Sound basierende Seicento „Sole“ war das elektrische Webasto-Faltdach und der entsprechende Schriftzug. Ein ähnliches Modell wurde beim Vorgänger Cinquecento als "Soleil" angeboten.

### Seicento Citymatic
Fahrgestellnummer: 187AXA1A
Im Citymatic wurde eine elektronisch gesteuerte automatische Kupplung eingesetzt. Geschaltet wird mit einem normalen Schalthebel nach dem Gaswegnehmen. Das Einkuppeln ist von der Motordrehzahl, der Gaspedalstellung, der Fahrgeschwindigkeit und dem eingelegten Gang abhängig. Die Steuereinheit der Kupplung gilt jedoch als störanfällig, was Vibrationen betrifft. Tritt ein Defekt auf, kann die eingegossene Elektronik nicht repariert werden. Ein Austausch ist erforderlich.
Es gab diese Version nur in Verbindung mit dem kleinsten Motor (899 cm³). Zur Ausstattung gehörten zum Beispiel lackierte Stoßfänger und Spiegel sowie elektrische Fensterheber. Die Produktion wurde im Herbst 2000 eingestellt.

### Seicento SX/Suite/Hobby
Fahrgestellnummer: 
- Vorfacelift: 187AXB1A
- Facelift: 187AXC1A

Die Bezeichnungen SX/Suite/Hobby kennzeichnen die besser ausgestatteten Varianten des Seicento, waren jedoch nur mit dem bis Oktober 2000 gebauten Motor 176 B2.000 erhältlich (1108 cm³). Zur Ausstattung gehören außer Airbags und Gurtstraffern auch elektrische Fensterheber, elektrische Servolenkung, lackierte Stoßfänger und Außenspiegel sowie eine höherwertige Innenausstattung.
Antiblockiersystem (ABS) war bis zum Facelift im Herbst 2000 nicht serienmäßig. Die Ausstattungsvariante Suite hatte zusätzlich eine Klimaanlage.

### Seicento Sporting
Fahrgestellnummer:
- Vorfacelift: 187AXB1A
- Facelift: 187AXC1A

Die Sporting-Variante beschreibt die sowohl äußerlich als auch technisch etwas „aufgepeppte“ Version. So hatte der Sporting nicht nur serienmäßig breitere Reifen der Größe 165/55 R13, sondern auch eine modifizierte Front, Heckschürzen und Radhäuser. Dadurch verändern sich die Außenmaße leicht. Zudem ist das Getriebe insgesamt kürzer übersetzt, da der fünfte Gang nicht als Energiespargang ausgelegt ist.

### Seicento Sporting Abarth
Das Modell Sporting Abarth basierte auf dem Modell Sporting. Zusätzlich zum Sporting hatte der Sporting Abarth 14-Zoll-Aluminiumräder und eine verbreiterte Spur vorne, eine Heckabrisskante, Seitenschwellerverkleidungen in Wagenfarbe, ein Gaspedal mit Lochblech-Muster, ein Sportlenkrad, ab 2000 Servolenkung, ABS und einen Schaltknauf mit roten Steppnähten sowie Kopfstützen mit Abarth-Logos.

### Seicento Sporting Schumacher Edition
Fiat bot mit dem Seicento Michael Schumacher World-Champion Edition eine Sonderversion von 1000 Fahrzeugen an, die den Namen des damals dreifachen Formel-1-Weltmeisters mit einer Reihe spezieller Ausstattungsdetails verband. Das Modell basierte auf dem Seicento Sporting (1,1-Liter-Motor mit 40 kW/55 PS) und bot zusätzlich Leichtmetallräder mit Fiat-Logo inklusive Breitreifen, einer Abrisskante am Heck, spezielle Pedale samt Alu-Fußstütze, Lederlenkrad und Lederschaltknauf sowie Handbremshebel und Schalthebelblende in Aluminium. Die Signatur von Michael Schumacher befand sich auf Heckklappe, Einstiegsleisten sowie Seitenschweller. Auf beiden Seitenholmen und auf einer Plakette steht die fortlaufende Nummer aus der limitierten Stückzahl.

### Seicento Turbo
Für den Seicento vor Oktober 2000 boten die Tuningfirmen Novitec, G-Tech, Hörmann-Motorsport und Merkur Turbo-Umbausätze (74 kW/101 PS) mit Straßenzulassung an, die das etwa 800 kg schwere Fahrzeug im Maximalausbau in 8,4 Sekunden von 0 auf 100 km/h beschleunigen. Mit dem dazu angebotenen 6-Gang-Getriebe erreicht das Fahrzeug eine Höchstgeschwindigkeit von 204 km/h.
Der nicht mehr erhältliche Umbau von G-Tech ist mit einer Leistung von 84 kW (114 PS) angegeben. Der Verbrauch schlug dabei mit 8,8 l Super-Plus zu Buche. G-Tech griff dabei jedoch auch auf einen 1,2-Liter-Motor zurück.

### Van
Fahrgestellnummer:
- Vorfacelift: 187CXA1A
- Facelift: 187CXC1A

Der Seicento Van glich außen und technisch der Limousine, hatte aber keine Rücksitze, sondern eine Ladefläche. Er ist als Kleinkurierfahrzeug konzipiert. Die Ladevolumina sind bis zur Unterkante der Fenster 440 Liter und bis zum Dach 810 Liter. Dies entspricht der Limousine bei umgeklappter Rücksitzbank (nach VDA). In Österreich war der Van nicht lieferbar.

### 50th Anniversary Edition

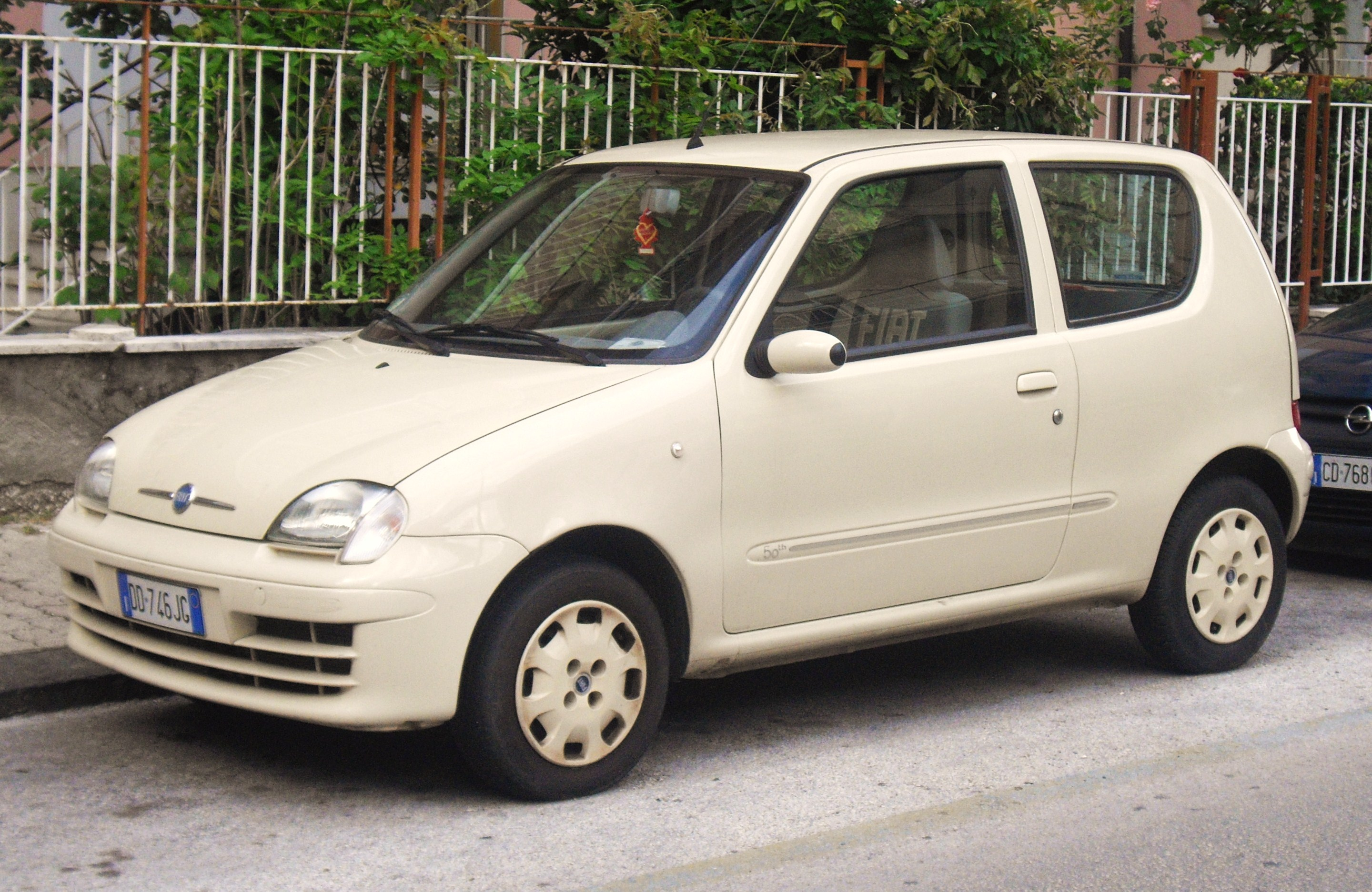
Fiat 600 50th Anniversary Edition (2005–2009)

Der Seicento wurde gegen Ende der Produktionszeit auch als 50th Anniversary Edition vermarktet. Dieser war in Pastelltönen lackiert (in Anlehnung an die späten 1950er-Jahre) und der Schriftzug am Heck war erstmals in Ziffern als 600 angegeben.
In Österreich hatte das Modell einige Extras wie elektrische Servolenkung, Radio mit CD-Player, Airbag für Fahrer und Beifahrer, von innen verstellbare Außenspiegel, Wärmeschutzverglasung, elektrische Fensterheber, Außenspiegel und Stoßstangen in Wagenfarbe, Zentralverriegelung, Raucher-Kit, ABS, Seitenschutzleisten etc. Mit einem Listenpreis von 7699 Euro war es das billigste Neufahrzeug auf dem österreichischen PKW-Markt.
Auch in Deutschland kam diese Version auf den Markt und wurde in drei Pastelltönen angeboten, unter anderem in Charleston-Elfenbein. Jedoch hat die deutsche Version nur eine Radiovorbereitung, ansonsten ist das Modell gleich mit dem österreichischen und wurde in Deutschland zu einem Listenpreis von 7999 Euro als eines der letzten Seicentomodelle verkauft.

### Seicento Elettra/Elettra H2 fuel cell
Zwischen 1999 und 2002 wurde der Seicento mit einem von Siemens entwickelten Elektromotor verkauft und war sowohl als Viersitzer als auch als Van verfügbar. Der Asynchronmotor an der Hinterachse hat eine Nennleistung von 15 kW/20 PS bzw. eine Maximalleistung von 30 kW/40 PS und beschleunigt den Elettra in 8,0 Sekunden von 0 auf 50 km/h. Die 18 Blei-Glasfaser-Akkus mit jeweils 12 V und insgesamt 60 Ah sind im Motorraum, im Kardantunnel sowie unter der Rücksitzbank untergebracht und ermöglichen eine Reichweite von 90 km. Sie können an einer Haushaltssteckdose in acht Stunden geladen werden. Der Preis betrug damals 43 Millionen Lire bzw. 21.000 Euro. Insgesamt wurden 294 Elettra gebaut, die hauptsächlich von italienischen Gemeinden und Carsharing-Unternehmern geordert wurden.
Auf Basis des Elettra wurde 2001 ein Prototyp mit Brennstoffzellenantrieb namens Elettra H2 fuel cell hergestellt, der einen Verbrauch von 3,3 kW/100 km hatte. Zudem wurde ein Versuchsfahrzeug des Elettra mit Lithium-Ionen-Akkus ausgestattet.

## Technische Daten
|                                             | 899 i. e.                         | 1100 i. e.                           | 1100 i. e.                           | Elettra                                       |
| ------------------------------------------- | --------------------------------- | ------------------------------------ | ------------------------------------ | --------------------------------------------- |
| Bauzeitraum                                 | 01/1998–09/2000                   | 01/1998–09/2000                      | 10/2000–12/2009                      | 03/1999–10/2002                               |
| Motorkenndaten                              |                                   |                                      |                                      |                                               |
| Motortyp                                    | Ottomotor, vier Zylinder in Reihe | Ottomotor, vier Zylinder in Reihe    | Ottomotor, vier Zylinder in Reihe    | Asynchronmotor                                |
| Anzahl Ventile pro Zylinder                 | 2                                 | 2                                    | 2                                    | —                                             |
| Ventilsteuerung                             | seitliche Nockenwelle, Kette      | obenliegende Nockenwelle, Zahnriemen | obenliegende Nockenwelle, Zahnriemen | —                                             |
| Gemischaufbereitung                         | Saugrohreinspritzung              | Saugrohreinspritzung                 | Saugrohreinspritzung                 | —                                             |
| Motoraufladung                              | —                                 | —                                    | —                                    | —                                             |
| Kühlung                                     | Wasserkühlung                     | Wasserkühlung                        | Wasserkühlung                        | Wasserkühlung                                 |
| Motorhersteller                             | Fiat                              | Fiat                                 | Fiat                                 | Siemens                                       |
| Motorkennung                                | 1170A1046                         | 176B2000                             | 187A1000                             | 1-LH5118                                      |
| Bohrung × Hub                               | 65,0 × 67,7 mm                    | 70,0 × 72,0 mm                       | 70,0 × 72,0 mm                       | —                                             |
| Hubraum                                     | 899 cm³                           | 1108 cm³                             | 1108 cm³                             | —                                             |
| Verdichtungsverhältnis                      | 8,8:1                             | 9,6:1                                | 9,6:1                                | —                                             |
| max. Leistung                               | 29 kW (39 PS) bei 5500/min        | 40 kW (54 PS) bei 5500/min           | 40 kW (54 PS) bei 5000/min           | 15 kW (Pnenn) 80 kW (Pmax)                    |
| max. Drehmoment                             | 65 Nm bei 3000/min                | 86 Nm bei 3250/min                   | 88 Nm bei 2750/min                   | 65 Nm (Mnenn) 123 Nm (Mmax)                   |
| Kraftübertragung                            |                                   |                                      |                                      |                                               |
| Antrieb                                     | Vorderradantrieb                  | Vorderradantrieb                     | Vorderradantrieb                     | Hinterradantrieb                              |
| Getriebe                                    | 5-Gang-Schaltgetriebe             | 5-Gang-Schaltgetriebe                | 5-Gang-Schaltgetriebe                | Einganggetriebe                               |
| Messwerte                                   |                                   |                                      |                                      |                                               |
| Höchstgeschwindigkeit                       | 140 km/h                          | 150 km/h                             | 150 km/h                             | 100 km/h                                      |
| Beschleunigung, 0–100 km/h                  | 18,0 s                            | 13,8–14,8 s                          | 14,2–14,8 s                          | k. A.                                         |
| Kraftstoffverbrauch auf 100 km (kombiniert) | 6,1 l S                           | 5,8–6,4 l S                          | 6,0–6,5 l S                          | 14,4 kWh                                      |
| CO2-Emissionen (kombiniert)                 | 145 g/km                          | 137–151 g/km                         | 143–155 g/km                         | —                                             |
| Abgasnorm                                   | Euro 2                            | Euro 2                               | Euro 3/4                             | —                                             |
| Bemerkungen                                 |                                   |                                      |                                      |                                               |
|                                             | nicht für E10-Kraftstoff geeignet | nicht für E10-Kraftstoff geeignet    | für E10-Kraftstoff geeignet          | 18 Blei-Glasfaser-Akkus mit je 12 V und 60 Ah |

## Zulassungszahlen in Deutschland
Die aufgeführten Zulassungszahlen in der Bundesrepublik Deutschland können erst seit 1999 je Modellreihe angegeben werden, sodass sie nicht vollständig abgebildet werden können. Seit 1999 bis einschließlich Dezember 2010 wurden insgesamt 66.827 Fiat Seicento neu zugelassen, wobei dem Modell 2004 und 2005 vermutlich aufgrund von zu geringen Absätzen keine Zulassungszahlen zugeordnet werden können. Mit 20.854 Einheiten war 1999 das erfolgreichste Verkaufsjahr.
|  |

|  |

|  |

|  |

|  |

|  |

|  |

|  |

|  |

|  |

|  |

|  |

|  |

|  |

|  |

|  |

|  |

|  |

|  |

|  |

| 0 |

| 0 |

|  |

|  |

|  |

|  |

|  |

|  |

|  |

|  |

|  |

|  |

|  |

|  |

|  |

|  |

|  |

|  |

|  |

|  |

|  |

|  |

|  |

|  |

|  |

|  |

|  |

|  |

|  |

|  |

|  |

|  |

|  |

|  |

|  |

|  |

|  |

|  |

|  |

|  |

|  |

|  |

| 0 |

| 0 |

|  |

|  |

|  |

|  |

|  |

|  |

|  |

|  |

|  |

|  |

|  |

|  |

|  |

|  |

|  |

|  |

|  |

|  |

|  |

|  |

|  |

|  |

|  |

|  |

|  |

|  |

|  |

|  |

|  |

|  |

|  |

|  |

|  |

|  |

|  |

|  |

|  |

|  |

|  |

|  |

| 0 |

| 0 |

|  |

|  |

|  |

|  |

|  |

|  |

|  |

|  |

|  |

|  |

|  |

|  |

|  |

|  |

|  |

|  |

|  |

|  |

|  |

|  |

|  |

|  |

|  |

|  |

|  |

|  |

|  |

|  |

|  |

|  |

|  |

|  |

|  |

|  |

|  |

|  |

|  |

|  |

|  |

|  |

| 0 |

| 0 |

|  |

|  |

|  |

|  |

|  |

|  |

|  |

|  |

|  |

|  |

|  |

|  |

|  |

|  |

|  |

|  |

|  |

|  |

|  |

|  |

|  | Benziner (66.827) |

|  | Benziner (66.827) |